# プッタラム県
プッタラム県（プッタラムけん、シンハラ語: පුත්තලම දිස්ත්‍රික්කය、タミル語: புத்தளம் மாவட்டம்、英語: Puttalam District）は、スリランカの北西部州に属する県。県都はプッタラム。

## 地理
プッタラム県はスリランカ西海岸のインド洋に面した平野部にあり、北西部州2県の中で西側に位置する。面積3,072 km2で、県域は海岸線に沿って南北に細長く広がっている。Kala Oya川とModaragam Aru川が北端、Ma Oya川が南端となっており、南東でクルネーガラ県、南で西部州のガンパハ県、北東で北中部州のアヌラーダプラ県、北で北部州のマンナール県と接する。
プッタラム県は美しいラグーンで知られており、その遠浅の海では漁業にエビの養殖が営まれている。

### 主要な都市及び町
- プッタラム - Urban Council
- チラウ - Urban Council